# Carrie Lamová
Carrie Lamová, nepřechýleně Carrie Lam (čínsky v českém přepisu Lin-čeng Jüe-e, pchin-jinem Lin Zheng Yue'e, znaky tradiční 林鄭月娥; * 13. května 1957), je politička, která v letech 2017–2022 působila jako správkyně čínské autonomní oblasti Hongkong.
Pracovat pro správu na různých postech začala po vystudování Hongkongské univerzity v roce 1980, tedy ještě v době koloniálního statutu většiny hongkongského území pod svrchovaností Spojeného království. Díky vládnímu stipendiu mohla od roku 1982 studovat na anglické Univerzitě v Cambridgi.
V roce 1997 byl Hongkong Spojeným královstvím vrácen pod suverenitu Číny. Carrie Lamová byla v letech 2007 až 2012 ministryní rozvoje a mezi lety 2012 a 2017 působila jako hlavní tajemnice hongkongské vlády. Z této pozice vyjednávala v roce 2014 s protestujícími studenty a lídry opozice během tzv. Deštníkové revoluce, vyvolané navrhovanou reformou volebního zákona. Do funkce správkyně autonomní zóny Hongkong byla zvolena jako kandidátka tzv. propekingských sil počtem 777 hlasů z celkových 1 200 možných. Stala se čtvrtým politikem a první ženou na tomto postu.
V roce 2019 navrhla autonomní vláda dodatky k zákonu o vydávání občanů Hongkongu podezřelých z určitých činů (trestných podle definice v tomto zákoně) do Číny. Tento krok vlády vyvolal masové demonstrace požadující stažení návrhu a odstoupení Carrie Lamové. Po několikaměsíčních protestech byl návrh oficiálně stažen 23. října 2019. Britský deník Financial Times uvedl, že nahrazení Lamové zvažovala také čínská vláda, ta však tuto zprávu odmítla. Po jednom pětiletém období ji ve funkci v červenci 2022 nahradil John Lee.